# Patu silho
Patu silho is een spinnensoort uit de familie Symphytognathidae. De soort komt voor in de Seychellen.